# Cheney (Kansas)
Pour les articles homonymes, voir Cheney.
La ville de Cheney (en anglais [ˈtʃiːni]) est située dans le comté de Sedgwick, dans l’État du Kansas, aux États-Unis. Sa population s’élevait à 2 094 habitants lors du recensement de 2010, estimée à 2 165 habitants en 2016.

## Histoire
Cheney a été fondée en 1883. Elle a été nommée en hommage à Benjamin P. Cheney, actionnaire de la Atchison, Topeka and Santa Fe Railway,.